# Musabeyli
Musabeyli là một huyện thuộc tỉnh Kilis, Thổ Nhĩ Kỳ. Huyện có diện tích 427 km² và dân số thời điểm năm 2007 là 14161 người, mật độ 33 người/km².